# 1349
1349. је била проста година.

## Догађаји
- 20. мај — На државном сабору у Скопљу донет је Душанов законик, којим су утврђена општа начела уређења српске државе.